# 余有敬
余有敬，字元禮，江西豐城縣人，明朝解元、政治人物。

## 生平
天啓四年（1624年），余有敬中式甲子科江西鄉試第一名舉人。崇禎十一年（1638年），署金谿縣儒學教諭。數月後擢國子監博士。歷官吏部司務，升工部主事。